# Rancate
Rancate  är en ort och kommundel (quartiere) i kommunen Mendrisio i kantonen Ticino, Schweiz. 
Rancate var tidigare en självständig kommun, men 5 april 2009 blev Rancate en del av Mendrisio. 